# クルマバハグマ
クルマバハグマ（車葉白熊、学名：Pertya rigidula (Miq.) Makino）はキク科コウヤボウキ属の多年草。
異名：Macroclinidium rigidulum (Miq.) Makino

## 分布と生育環境
本州の近畿以北に分布し、山地の乾いた木陰に自生する。

## 特徴
高さは50 - 80 cmになり、葉は車状に輪生し、8枚ほどの葉が茎につく。花期は8月から9月頃で、円錐花序に十数個の花をつける。
漢字表記の白熊（ハグマ）は払子などに用いられる中国産のヤクの尾の白い毛を意味し、花の形がこれに似ることによる。

## 近縁種
- オヤリハグマ（御槍白熊、学名：P. triloba (Makino) Makino）
- カシワバハグマ（柏葉白熊、学名：P. robusta (Maxim.) Makino）
- コウヤボウキ（高野箒、学名：P. scandens (Thunb.) Sch.Bip.）
- ナガバノコウヤボウキ（長葉の高野箒、学名：P. glabrescens Sch.Bip. ex Nakai）

## 画像

クルマバハグマの花